# Музей искусств Норы Экклс Харрисон
Музей искусств Норы Экклс Харрисон (англ. Nora Eccles Harrison Museum of Art, сокр. NEHMA) — художественный музей в Университете штата Юта в Логане, ориентированный на современное искусство.

## История и деятельность

Нора Харрисон

Нора Эклс Харрисон (Nora Eccles Harrison) и ее второй муж —  Ричард Харрисон (Richard Harrison) основали музей, построили для него здание и передали в дар более четырехсот керамических предметов. Они же основали фонд Nora Eccles Harrison Treadwell Foundation, который, в частности, поддерживает приобретение керамики американских гончаров и керамистов XX и XXI веков. Здание музея площадью 23 000 квадратных футов было спроектировано архитектором Эдвардом Ларраби Барнсом и было открыто для публики в 1982 году. Музей был назван именем Норы Экклс Харрисон — американской керамистки и благотворительницы. Осенью 2013 года на площадке у входа в музей были проведены ремонтные работы. 
Коллекция музея продолжает расти благодаря керамике, а также работам на бумаге, живописи, скульптуре и мультимедиа-произведениям, в основном благодаря поддержке фондов Marie Eccles Caine Foundation, Kathryn Caine Wanlass Foundation, Fredrick Quinney Lawson Foundation и Lawson Foundation. С момента своего образования  музей расширился и в настоящее время включает более 5500 экспонатов, посвященных модернистским и современным произведениям, созданным в западном регионе Соединенных Штатов. Ядром коллекции являются произведения ключевых художественных движений и авторов, включая бит-поколение, пост-сюрреализм Лос-Анджелеса, трансцендентализм Санта-Фе и абстрактный экспрессионизм Области залива. Музей также коллекционирует и выставляет современные работы, а также является получателем программы Vogel Collection's Fifty Works for Fifty States для штата Юта.
Музей искусств Норы Экклс Харрисон аккредитован Американским альянсом музеев и является сертифицированным музеем штата Юта через Отдел искусств и музеев штата Юта (Utah Division of Arts & Museums). На протяжении всей своей истории он занимается сбором, сохранением и выставлением современного визуального искусства. Художественный академический музей, являющийся частью Университета штата Юта и колледжа Caine College of the Arts (CCA), ведёт образовательные программы как для студентов, так и для широкой публики, а также входит в Ассоциацию академических музеев и галерей (Association of Academic Museums and Galleries). Проведение регулярных художественных выставок остаётся одной из центральных задач музея.
Исполнительным директором и главным куратором музея является Кэти Ли-Ковен (Katie Lee-Koven).